# Pezizellaceae
Pezizellaceae Velen – rodzina grzybów z rzędu tocznikowców (Helotiales).

## Charakterystyka
Należące do tej rodziny gatunki są saprotrofami rozwijającymi się na martwych roślinach i resztkach roślinnych. Owocniki typu apotecjum. Apotecja tarczowate, siedzące lub na trzonkach. Brzegi gładkie lub pokryte włosami. Włosy szkliste, cylindryczne, z septami lub bez. Warstwa zewnętrzna zbudowana z wielokątnych, lub pryzmatoidalnych komórek. Parafizy nitkowate lub lancetowate z septami lub bez. Worki 4–8-zarodnikowe, amyloidalne lub nieamyloidowe, cylindryczno-wrzecionowate, czasami powstające z pastorałek. Ascospory elipsoidalne, kiełbaskowate do wrzecionowatych, z gutulami, o liczbie przegród od 0 do 3. Anamorfy typu hyphomycetes, tworzące sporodochia. Konidia wrzecionowate do cylindrycznych i 0–1-przegrodowe.

## Systematyka
Pozycja w klasyfikacji według Index Fungorum:
Pezizellaceae, Helotiales, Leotiomycetidae, Leotiomycetes, Pezizomycotina, Ascomycota, Fungi.
Według aktualizowanej klasyfikacji Index Fungorum bazującej na Dictionary of the Fungi do rodziny Pezizellaceae należą rodzaje:
- Allophylaria (P. Karst.) P. Karst. 1870
- Antinoa Velen. 1934
- Austropezia Spooner 1987
- Calycellina Höhn. 1918
- Calycina Nees ex Gray 1821
- Carneopezizella Svrcek 1987
- Chaetochalara B. Sutton & Piroz. 1965
- Chalara (Corda) Rabenh. 1844
- Cryptosympodula Verkley 1999
- Gemmina Raitv. 2004
- Micropeziza Fuckel 1870
- Mollisina Höhn. ex Weese 1926
- Mollisinopsis Arendh. & R. Sharma 1984
- Moserella Pöder & Scheuer 1994
- Neochalara Crous 2021
- Parthenope Velen. 1934
- Phaeoscypha Spooner 1984
- Poculinia Spooner 1987
- Psilachnum Höhn. 1926
- Rodwayella Spooner 1986
- Rubropezicula Ekanayaka & K.D. Hyde 2019
- Schweinitzia Massee 1895
- Septopezizella Svrcek 1987
- Tapesina Lambotte 1887
- Weinmannioscyphus Svrcek 1977
- Xiambola Minter & Hol.-Jech. 1981
- Zymochalara Guatim., R.W. Barreto & Crous 2016[1].